# Prato-di-Giovellina
Prato-di-Giovellina település Franciaországban, Haute-Corse megyében. Lakosainak száma 51 fő (2022. január 1.). Prato-di-Giovellina Piedigriggio, Castiglione, Castirla, Omessa, Popolasca és Saliceto községekkel határos.

## Népesség
A település népességének változása:
| Lakosok száma | 57   | 47   | 39   | 51   | 43   | 43   | 42   | 42   | 45   | 51   |
|               | 1968 | 1982 | 1990 | 2006 | 2013 | 2015 | 2017 | 2019 | 2020 | 2022 |